# Liste der Baudenkmale in Sehnde

Karte von Sehnde

Die Liste der Baudenkmale in Sehnde enthält Baudenkmale der Sehnder Ortsteile Bilm, Bolzum, Dolgen, Evern, Gretenberg, Haimar, Höver, Ilten, Klein Lobke, Müllingen, Rethmar, Sehnde, Wassel, Wehmingen und Wirringen. Der Stand der Liste ist der 11. November 2020.

## Baudenkmale in den Ortsteilen

### Bilm

#### Gruppe: Freien Straße 11
Die Gruppe „Freien Straße 11“ hat die ID 31078196.

| Lage                                         | Bezeichnung              | Beschreibung | ID       | Bild |
| -------------------------------------------- | ------------------------ | --- | -------- | ---- |
| Freien Straße 11 52° 20′ 22″ N, 9° 54′ 51″ O | Wohn-/Wirtschaftsgebäude | | 31155274 | BW   |
| Freien Straße 11 52° 20′ 22″ N, 9° 54′ 51″ O | Scheune                  | | 31155299 | BW   |
| Reuteranger 52° 20′ 22″ N, 9° 54′ 51″ O      | Kapelle                  | Der rechteckige Saalbau mit einem steilen Satteldach und einem Dachreiter wurde 1616 erbaut. Die aus dem Jahr 1578 datierte Glocke deutet auf einen Vorgängerbau hin. | 31155377 |      |

#### Gruppe: Kopfsteinpflaster Mühlenstraße
Die Gruppe „Kopfsteinpflaster Mühlenstraße“ hat die ID 31078164.

| Lage                                                              | Bezeichnung       | Beschreibung                               | ID       | Bild |
| ----------------------------------------------------------------- | ----------------- | ------------------------------------------ | -------- | ---- |
| Mühlenstraße 7 / zwischen Am Wischhof 52° 20′ 31″ N, 9° 54′ 58″ O | Kopfsteinpflaster | gewölbter gepflasterter alter Wegabschnitt | 31155415 | BW   |

#### Einzelbaudenkmale
| Lage                                    | Bezeichnung              | Beschreibung                                       | ID       | Bild |
| --------------------------------------- | ------------------------ | -------------------------------------------------- | -------- | ---- |
| Am Denkmal 52° 20′ 21″ N, 9° 54′ 46″ O  | Ehrenmal                 | Denkmal für die Gefallenen des Ersten Weltkrieges. | 31155240 |      |
| Im Winkel 8 52° 20′ 19″ N, 9° 54′ 56″ O | Wohn-/Wirtschaftsgebäude | Das Haus wurde 1808 erbaut.                        | 31155322 | BW   |

### Bolzum

#### Gruppe: Kirchenanlage St. Nicolai
Die Gruppe „Kirchenanlage St. Nicolai“ hat die ID 31077906.

| Lage                                        | Bezeichnung | Beschreibung | ID       | Bild |
| ------------------------------------------- | ----------- | --- | -------- | ---- |
| Am Mühlenberg 4 52° 17′ 40″ N, 9° 56′ 49″ O | Kirche      | Die evangelische Kirche wurde laut einem Inschriftenstein im Jahre 1282 erbaut. Es ist ein Saalbau aus Bruchstein. Im Westen befindet sich ein Dachreiter. Das Innere ist barock gestaltet. Der Kanzelaltar wurde 1722 von E. D. Bartels aus Hildesheim erstellt. | 31155590 |      |
| Am Mühlenberg 4 52° 17′ 39″ N, 9° 56′ 49″ O | Kirchhof    | | 31155610 | BW   |

#### Gruppe: Marktstraße, ehem. Rittersitz Bolzum
Die Gruppe „Marktstraße, ehem. Rittersitz Bolzum“ hat die ID 39537338.

| Lage                                        | Bezeichnung        | Beschreibung | ID       | Bild           |
| ------------------------------------------- | ------------------ | --- | -------- | -------------- |
| Marktstraße 4 52° 17′ 39″ N, 9° 56′ 47″ O   | Herrenhaus         | Das Rittergut Bolzum ist mit einer Mauer umgeben. Die Anlage geht wahrscheinlich auf Statius von Münchhausen zurück. Er soll das Gut 1590 erworben haben. | 31155663 | Weitere Bilder |
| Marktstraße 52° 17′ 37″ N, 9° 56′ 47″ O     | Park               | | 31155719 | BW             |
| Marktstraße 4 52° 17′ 38″ N, 9° 56′ 45″ O   | Teich              | | 31155701 | BW             |
| Marktstraße 6 52° 17′ 41″ N, 9° 56′ 45″ O   | Wirtschaftsgebäude | | 31155757 | BW             |
| Am Mühlenberg 2 52° 17′ 41″ N, 9° 56′ 45″ O | Wirtschaftsgebäude | | 31155572 | BW             |
| Marktstraße 4 52° 17′ 41″ N, 9° 56′ 48″ O   | Wirtschaftsgebäude | | 31155683 | BW             |

#### Gruppe: Hofanlage Marktstraße  25
Die Gruppe „Hofanlage Marktstraße  25“ hat die ID 39537338.

| Lage                                       | Bezeichnung              | Beschreibung | ID       | Bild |
| ------------------------------------------ | ------------------------ | ------------ | -------- | ---- |
| Marktstraße 25 52° 17′ 50″ N, 9° 56′ 43″ O | Wohn-/Wirtschaftsgebäude |              | 31155792 | BW   |
| Marktstraße 25 52° 17′ 50″ N, 9° 56′ 42″ O | Wirtschaftsgebäude       |              | 31155830 | BW   |

#### Gruppe: Judenfriedhof Pfingstanger
Die Gruppe „Judenfriedhof Pfingstanger“ hat die ID 31077928.

| Lage                                   | Bezeichnung | Beschreibung | ID       | Bild           |
| -------------------------------------- | ----------- | --- | -------- | -------------- |
| Pfingsanger 52° 18′ 8″ N, 9° 56′ 48″ O | Friedhof    | Der jüdische Friedhof Bolzum wurde letztmals im Jahre 1934 belegt. Es gibt noch etwa 40 Grabmale aus der Zeit von 1825 bis 1934. | 31155868 | Weitere Bilder |

#### Einzelbaudenkmale
| Lage                                        | Bezeichnung                  | Beschreibung | ID       | Bild           |
| ------------------------------------------- | ---------------------------- | --- | -------- | -------------- |
| Am Mühlenberg 18 52° 17′ 37″ N, 9° 57′ 0″ O | Katholischer Friedhof        | | 31155537 | BW             |
| 52° 18′ 1″ N, 9° 57′ 26″ O                  | Bolzumer Schleuse            | Die Schleuse Bolzum wurde im Jahre 1928 eingeweiht. Die Schleuse verbindet den Mittellandkanal mit dem Stichkanal nach Hildesheim.                                          |          | Weitere Bilder |
| Marktstraße 2 52° 17′ 40″ N, 9° 56′ 43″ O   | Katholische St.-Josef-Kirche | Die neuromanische Kirche wurde 1897 bis 1898 errichtet. Der Taufstein ist aus dem Jahr 1591. Die Orgel hat die Firma Furtwängler & Hammer aus Hannover im Jahr 1898 erbaut. |          | Weitere Bilder |
| Marktstraße 15 52° 17′ 44″ N, 9° 56′ 44″ O  | Wohnhaus                     | | 31155775 | BW             |

### Dolgen

#### Gruppe: Friedhof Friedensstraße
Die Gruppe „Friedhof Friedensstraße“ hat die ID 31078186.

| Lage                                        | Bezeichnung  | Beschreibung                                                                                          | ID       | Bild |
| ------------------------------------------- | ------------ | --- | -------- | ---- |
| Friedenstraße 5 52° 19′ 10″ N, 10° 3′ 15″ O | Friedhof     | | 31155889 | BW   |
| Friedenstraße 5 52° 19′ 11″ N, 10° 3′ 14″ O | Kriegsgräber | Das Ehrenmal erinnert an die Gefallenen der Kriege in den Jahren 1813, 1870, 1914–1918 und 1939–1945. | 31160269 | BW   |

#### Einzelbaudenkmale
| Lage                                     | Bezeichnung | Beschreibung                   | ID       | Bild |
| ---------------------------------------- | ----------- | ------------------------------ | -------- | ---- |
| Kapellenberg 3 52° 19′ 9″ N, 10° 3′ 1″ O | Kapelle     | Die Kapelle wurde 1792 erbaut. | 31155907 |      |
| Kapellenberg 4 52° 19′ 9″ N, 10° 3′ 4″ O | Wohnhaus    | Das Haus wurde 1883 erbaut.    | 31155924 | BW   |

### Evern

#### Einzelbaudenkmale
| Lage                                          | Bezeichnung  | Beschreibung | ID       | Bild |
| --------------------------------------------- | ------------ | --- | -------- | ---- |
| Eichenkamp 1A 52° 18′ 59″ N, 10° 1′ 20″ O     | Gutshaus     | Das Gutshaus wurde um 1870 erbaut. | 31156010 | BW   |
| Kapellenweg 6 52° 19′ 2″ N, 10° 1′ 24″ O      | Kapelle      | Die Kapelle wurde von 1848 bis 1852 erbaut. Ob es ein Neubau war oder der Vorgängerbau aus dem Jahre 1723 renoviert wurde, ist nicht eindeutig bestimmbar. | 31155941 |      |
| Rethmarsche Straße 52° 19′ 2″ N, 10° 1′ 21″ O | Gedenkstätte | Pfeilermal zur Erinnerung der Toten aus beiden Weltkriegen                                                                                                 | 31155976 |      |
| Rethmarsche Straße 52° 19′ 2″ N, 10° 1′ 21″ O | Gedenkstein  | Gedenkstein für Otto Haarstrich | 31155993 |      |

### Gretenberg

#### Gruppe: Hofanlage Im Dorfe 5
Die Gruppe „Hofanlage Im Dorfe 5“ hat die ID 31077948.

| Lage                                   | Bezeichnung              | Beschreibung | ID       | Bild |
| -------------------------------------- | ------------------------ | ------------ | -------- | ---- |
| Im Dorfe 5 52° 17′ 49″ N, 9° 59′ 18″ O | Wohn-/Wirtschaftsgebäude |              | 31156064 | BW   |
| Im Dorfe 5 52° 17′ 49″ N, 9° 59′ 19″ O | Stall                    |              | 31156100 | BW   |
| Im Dorfe 5 52° 17′ 49″ N, 9° 59′ 20″ O | Scheune                  |              | 31156082 | BW   |

### Haimar

#### Gruppe: Gedenkstätte Mehrumer Straße
Die Gruppe „Gedenkstätte Mehrumer Straße“ hat die ID 31077969.

| Lage                                        | Bezeichnung  | Beschreibung                   | ID       | Bild |
| ------------------------------------------- | ------------ | ------------------------------ | -------- | ---- |
| Mehrumer Straße 52° 18′ 26″ N, 10° 2′ 36″ O | Gedenkstätte | Gedenkst.1870/71,1914/18,39/45 | 31156209 | BW   |

#### Gruppe: Kirchenanlage Küsterstraße 1
Die Gruppe „Kirchenanlage Küsterstraße 1“ hat die ID 31077958.

| Lage                                       | Bezeichnung | Beschreibung                                                                                            | ID       | Bild           |
| ------------------------------------------ | ----------- | --- | -------- | -------------- |
| Küsterstraße 1 52° 18′ 24″ N, 10° 2′ 50″ O | St. Ulrich  | Die evangelisch-lutherische denkmalgeschützte Kirche St. Ulrich steht auf dem Kirchfriedhof von Haimar. | 31156136 | Weitere Bilder |
| Küsterstraße 1 52° 18′ 24″ N, 10° 2′ 49″ O | Friedhof    | | 31156174 | BW             |
| Küsterstraße 1 52° 18′ 24″ N, 10° 2′ 50″ O | Grabsteine  | | 31156156 |                |

#### Gruppe: Hofanlage Mehrumer Straße 13
Die Gruppe „Hofanlage Mehrumer Straße 13“ hat die ID 31077979.

| Lage                                           | Bezeichnung        | Beschreibung | ID       | Bild |
| ---------------------------------------------- | ------------------ | ------------ | -------- | ---- |
| Mehrumer Straße 13 52° 18′ 26″ N, 10° 2′ 49″ O | Wohnhaus           |              |          |      |
| Mehrumer Straße 13 52° 18′ 26″ N, 10° 2′ 50″ O | Wirtschaftsgebäude |              | 31156305 | BW   |
| Mehrumer Straße 13 52° 18′ 26″ N, 10° 2′ 47″ O | Scheune            |              | 31156287 | BW   |

#### Einzelbaudenkmale
| Lage                                       | Bezeichnung | Beschreibung | ID       | Bild |
| ------------------------------------------ | ----------- | ------------ | -------- | ---- |
| Küsterstraße 4 52° 18′ 23″ N, 10° 2′ 46″ O | Wohnhaus    |              | 31156192 |      |
| Thieplatz 2 52° 18′ 24″ N, 10° 2′ 53″ O    | Pfarrhaus   |              | 31156461 | BW   |

### Ilten

#### Gruppe: Krankenhaus Hindenburgstraße
Die Gruppe „Krankenhaus Hindenburgstraße“ hat die ID 31078020.

| Lage                                                                                   | Bezeichnung     | Beschreibung | ID       | Bild |
| -------------------------------------------------------------------------------------- | --------------- | --- | -------- | ---- |
| Hindenburgstraße 1 52° 20′ 42″ N, 9° 55′ 44″ O                                         | Amtshaus        | Das Gebäude ist der Kern des Klinikum Wahrendorff. Das Haus wurde 1738 erbaut und war Sitz des Amtes Ilten. Im Laufe der Zeit wurde es stark verändert. | 31156817 |      |
| Hindenburgstraße 1 52° 20′ 42″ N, 9° 55′ 45″ O                                         | Anstaltsgebäude | | 31156837 | BW   |
| Hindenburgstraße 1 52° 20′ 43″ N, 9° 55′ 46″ O                                         | Anstaltsgebäude | | 31156837 | BW   |
| Sehnder Straße / B 65/Rudolf-Wahrendorff-Str. 52° 20′ 39″ N, 9° 55′ 43″ O              | Denkmal         | | 31156857 |      |
| Rudolf-Wahrendorff-Str./Sehnder Straße (B 65)/Im Bosenkamp 52° 20′ 36″ N, 9° 55′ 50″ O | Park            | | 31156875 | BW   |
| Rudolf-Wahrendorff-Straße 29 52° 20′ 38″ N, 9° 55′ 44″ O                               | Kurhaus         | sog. Professorenvilla | 31157184 | BW   |
| Rudolf-Wahrendorff-Straße 21 52° 20′ 37″ N, 9° 55′ 55″ O                               | Wohnhaus        | sogenanntes Parkhaus | 31157108 | BW   |
| Rudolf-Wahrendorff-Straße 13 52° 20′ 41″ N, 9° 56′ 2″ O                                | Anstaltsgebäude | sogenannte Gartenhaus | 31157166 | BW   |

#### Gruppe: Kirchenanlage Hindenburgstraße
Die Gruppe „Kirchenanlage Hindenburgstraße“ hat die ID 31078031.

| Lage                                           | Bezeichnung | Beschreibung | ID       | Bild |
| ---------------------------------------------- | ----------- | --- | -------- | ---- |
| Hindenburgstraße 2 52° 20′ 45″ N, 9° 55′ 45″ O | Kirche      | Evangelisch-lutherische Kirche mit Turm aus dem 12. Jahrhundert, Kirchenschiff von 1723, Orgel von Christian Vater. |          |      |
| Sehnder Straße 2 52° 20′ 46″ N, 9° 55′ 44″ O   | Pfarrhaus   | | 31157219 | BW   |
| Hindenburgstraße 2 52° 20′ 45″ N, 9° 55′ 43″ O | Grabsteine  | | 31156913 | BW   |
| Hindenburgstraße 2 52° 20′ 44″ N, 9° 55′ 43″ O | Kirchhof    | | 31156931 | BW   |
| Hindenburgstraße 4 52° 20′ 44″ N, 9° 55′ 47″ O | Schule      | | 31156949 | BW   |
| Kirchstraße 1 52° 20′ 45″ N, 9° 55′ 47″ O      | Pfarrhaus   | | 31157052 | BW   |

#### Gruppe: Friedhof Am Friedhof
Die Gruppe „Friedhof Am Friedhof“ hat die ID 31077999.

| Lage                                    | Bezeichnung | Beschreibung | ID | Bild |
| --------------------------------------- | ----------- | ------------ | -- | ---- |
| Am Friedhof 52° 20′ 45″ N, 9° 55′ 32″ O | Friedhof    |              |    | BW   |

#### Gruppe: Hofanlage Ferd.-Wahrendorff-Str.
Die Gruppe „Hofanlage Ferd.-Wahrendorff-Str.“ hat die ID 31078009.

| Lage                                                       | Bezeichnung        | Beschreibung | ID       | Bild |
| ---------------------------------------------------------- | ------------------ | ------------ | -------- | ---- |
| Ferdinand-Wahrendorff-Straße 8 52° 20′ 46″ N, 9° 55′ 57″ O | Wohnhaus           |              | 31156781 | BW   |
| Ferdinand-Wahrendorff-Straße 8 52° 20′ 46″ N, 9° 55′ 56″ O | Wirtschaftsgebäude |              | 31156799 | BW   |

#### Gruppe: Wohnhaussiedlung An der Schaftrift
Die Gruppe „Wohnhaussiedlung An der Schaftrift“ hat die ID 31077989.

| Lage                                            | Bezeichnung | Beschreibung | ID       | Bild |
| ----------------------------------------------- | ----------- | ------------ | -------- | ---- |
| An der Schaftrift 1 52° 20′ 20″ N, 9° 55′ 52″ O | Wohnhaus    |              | 31156655 | BW   |
| An der Schaftrift 2 52° 20′ 19″ N, 9° 55′ 52″ O | Wohnhaus    |              | 31156673 | BW   |
| An der Schaftrift 3 52° 20′ 18″ N, 9° 55′ 53″ O | Wohnhaus    |              | 31156691 | BW   |
| An der Schaftrift 4 52° 20′ 18″ N, 9° 55′ 53″ O | Wohnhaus    |              | 31156709 | BW   |
| An der Schaftrift 5 52° 20′ 17″ N, 9° 55′ 53″ O | Wohnhaus    |              | 31156727 | BW   |
| An der Schaftrift 6 52° 20′ 17″ N, 9° 55′ 54″ O | Wohnhaus    |              | 31156745 | BW   |
| An der Schaftrift 7 52° 20′ 16″ N, 9° 55′ 53″ O | Wohnhaus    |              | 31156763 | BW   |

#### Einzelbaudenkmale
| Lage                                                    | Bezeichnung              | Beschreibung | ID       | Bild |
| ------------------------------------------------------- | ------------------------ | --- | -------- | ---- |
| Am Nordende 1 52° 20′ 51″ N, 9° 55′ 52″ O               | Wohn-/Wirtschaftsgebäude | | 31156616 | BW   |
| Hindenburgstraße 3 52° 20′ 43″ N, 9° 55′ 48″ O          | Wohnhaus                 | | 31160064 | BW   |
| Hindenburgstraße 9 52° 20′ 48″ N, 9° 55′ 54″ O          | Wohnhaus                 | | 31156967 | BW   |
| Hindenburgstraße 32 52° 20′ 52″ N, 9° 56′ 3″ O          | Wohn-/Wirtschaftsgebäude | | 31156984 | BW   |
| Hindenburgstraße 36 52° 20′ 53″ N, 9° 56′ 8″ O          | Wohnhaus                 | | 31157001 | BW   |
| Hindenburgstraße 42 52° 20′ 55″ N, 9° 56′ 15″ O         | Villa                    | | 31157018 | BW   |
| Karl-Wehler-Straße 3 52° 20′ 51″ N, 9° 55′ 48″ O        | Wohn-/Wirtschaftsgebäude | | 31157035 | BW   |
| Rudolf-Wahrendorff-Straße 33 52° 20′ 41″ N, 9° 56′ 6″ O | Villa                    | | 31157202 | BW   |
| Sehnder Straße 20B 52° 21′ 4″ N, 9° 55′ 23″ O           | Mühle                    | Die ehemalige Mühle liegt nordwestlich von Ilten, östlich der B 65. Die Mühle wurde möglicherweise im Jahre 1899 errichtet, im Jahre 1938 wurden die Flügel entfernt. | 31157239 |      |

### Klein Lobke

#### Einzelbaudenkmale
| Lage                                      | Bezeichnung  | Beschreibung                                                     | ID       | Bild |
| ----------------------------------------- | ------------ | ---------------------------------------------------------------- | -------- | ---- |
| Lobker Straße 52° 16′ 55″ N, 10° 0′ 52″ O | Gedenkstätte | Die Gedenkwand erinnert an die Gefallenen der beiden Weltkriege. | 31157256 |      |

### Müllingen

#### Gruppe: Hofanlage Storchenstraße 3
Die Gruppe „Hofanlage Storchenstraße 3“ hat die ID 33538048.

| Lage                                         | Bezeichnung | Beschreibung | ID       | Bild |
| -------------------------------------------- | ----------- | ------------ | -------- | ---- |
| Storchenstraße 3 52° 17′ 42″ N, 9° 54′ 33″ O | Wohnhaus    |              | 31158464 | BW   |
| Storchenstraße 3 52° 17′ 42″ N, 9° 54′ 32″ O | Scheune     |              | 31158484 | BW   |

#### Gruppe: Hofanlage Storchenstraße 4
Die Gruppe „Hofanlage Storchenstraße 4“ hat die ID 31078051.

| Lage                                         | Bezeichnung        | Beschreibung                                                                                     | ID       | Bild |
| -------------------------------------------- | ------------------ | ------------------------------------------------------------------------------------------------ | -------- | ---- |
| Storchenstraße 4 52° 17′ 41″ N, 9° 54′ 33″ O | Wohnhaus           | Der Hof wurde in der zweiten Hälfte des 19. Jahrhunderts erbaut. Die Pforte trägt das Jahr 1820. | 31158502 | BW   |
| Storchenstraße 4 52° 17′ 40″ N, 9° 54′ 34″ O | Wirtschaftsgebäude |                                                                                                  | 31158520 | BW   |

#### Einzelbaudenkmale
| Lage                                            | Bezeichnung              | Beschreibung                                                      | ID       | Bild |
| ----------------------------------------------- | ------------------------ | ----------------------------------------------------------------- | -------- | ---- |
| Alte Schmiede 5 52° 17′ 39″ N, 9° 54′ 35″ O     | Wohn-/Wirtschaftsgebäude | Das Haus wurde um 1805 erbaut.                                    | 31158243 | BW   |
| Bokumer Straße 2 52° 17′ 40″ N, 9° 54′ 22″ O    | Wohnhaus                 | Erbaut 1797                                                       | 31158277 |      |
| Erbenholzweg 1 52° 17′ 44″ N, 9° 54′ 23″ O      | Wohnhaus                 | Das Haus wurde um 1890 erbaut.                                    | 1158294  | BW   |
| Hasselweg 3 52° 17′ 44″ N, 9° 54′ 20″ O         | Wohn-/Wirtschaftsgebäude |                                                                   | 31158311 | BW   |
| Hasselweg 6 52° 17′ 43″ N, 9° 54′ 18″ O         | Wohn-/Wirtschaftsgebäude |                                                                   | 31158328 | BW   |
| Hasselweg 9 52° 17′ 38″ N, 9° 54′ 23″ O         | Friedhof                 |                                                                   | 31158260 | BW   |
| Müllinger Straße 5 52° 17′ 36″ N, 9° 54′ 28″ O  | Wohnhaus                 |                                                                   | 31158345 | BW   |
| Müllinger Straße 10 52° 17′ 41″ N, 9° 54′ 28″ O | Wohn-/Wirtschaftsgebäude |                                                                   | 31158362 | BW   |
| Müllinger Straße 14 52° 17′ 43″ N, 9° 54′ 27″ O | Wohn-/Wirtschaftsgebäude |                                                                   | 31158379 |      |
| Müllinger Straße 23 52° 17′ 44″ N, 9° 54′ 23″ O | Wohnhaus                 |                                                                   | 31158396 | BW   |
| Pfarrgasse 3 52° 17′ 34″ N, 9° 54′ 29″ O        | Kirche                   |                                                                   | 31158413 |      |
| Pfarrgasse 5 52° 17′ 34″ N, 9° 54′ 31″ O        | Wohnhaus                 | Das Haus gehört wahrscheinlich zu den ältesten Häusern Müllingen. | 31158447 |      |

### Rethmar

#### Gruppe: Gutsanlage Gutsstraße  13 und 15
Die Gruppe „Gutsanlage Gutsstraße  13 und 15“ hat die ID 33538048.

| Lage                                          | Bezeichnung | Beschreibung                                                                   | ID       | Bild |
| --------------------------------------------- | ----------- | ------------------------------------------------------------------------------ | -------- | ---- |
| Gutsstraße 13 52° 18′ 48″ N, 10° 0′ 10″ O     | Herrenhaus  | Vorläufer von Schloss Rethmar war eine 1332 erstmals urkundlich erwähnte Burg. | 31158799 |      |
| Gutsstraße 15 52° 18′ 45″ N, 10° 0′ 8″ O      | Pferdestall |                                                                                | 31160038 | BW   |
| Gutsstraße 15 52° 18′ 45″ N, 10° 0′ 8″ O      | Speicher    |                                                                                | 31158838 | BW   |
| Gutsstraße 13 52° 18′ 44″ N, 10° 0′ 10″ O     | Wohnhaus    |                                                                                | 31160171 | BW   |
| Gutsstraße 13, 15 52° 18′ 43″ N, 10° 0′ 14″ O | Park        |                                                                                | 31158856 | BW   |

#### Gruppe: Hof- und Kirchenanlage An der Kirche
Die Gruppe „Hof- und Kirchenanlage An der Kirche“ hat die ID 31078061.

| Lage                                         | Bezeichnung              | Beschreibung                                                                                | ID       | Bild |
| -------------------------------------------- | ------------------------ | ------------------------------------------------------------------------------------------- | -------- | ---- |
| An der Kirche 2C 52° 18′ 49″ N, 10° 0′ 12″ O | Kirche                   | Die evangelische Pfarrkirche St.-Katharinen-Kirche Rethmar wurde im Spätmittelalter erbaut. | 31158612 |      |
| An der Kirche 2A 52° 18′ 49″ N, 10° 0′ 13″ O | Scheune                  |                                                                                             | 31158706 | BW   |
| An der Kirche 2 52° 18′ 50″ N, 10° 0′ 12″ O  | Pfarrhof                 |                                                                                             | 31158686 | BW   |
| An der Kirche 2B 52° 18′ 50″ N, 10° 0′ 12″ O | Stall                    |                                                                                             | 31158724 | BW   |
| An der Kirche 6 52° 18′ 49″ N, 10° 0′ 14″ O  | Wohn-/Wirtschaftsgebäude |                                                                                             | 31158761 | BW   |
| An der Kirche 6 52° 18′ 50″ N, 10° 0′ 15″ O  | Stallanbau               |                                                                                             | 31158781 | BW   |

#### Einzelbaudenkmale
| Lage                                      | Bezeichnung | Beschreibung | ID       | Bild |
| ----------------------------------------- | ----------- | ------------ | -------- | ---- |
| Osterkamp 15 52° 18′ 47″ N, 10° 0′ 17″ O  | Wohnhaus    |              | 31158926 | BW   |
| Triftstraße 1 52° 18′ 59″ N, 10° 0′ 14″ O | Wohnhaus    |              | 31158943 | BW   |

### Sehnde

#### Gruppe: Kirchen- und Schulanlage Breite Straße
Die Gruppe „Kirchen- und Schulanlage Breite Straße“ hat die ID 31078093.

| Lage                                                   | Bezeichnung              | Beschreibung | ID       | Bild |
| ------------------------------------------------------ | ------------------------ | --- | -------- | ---- |
| Kurze Straße 52° 18′ 38″ N, 9° 57′ 58″ O               | Kirche                   | Die evangelische Kreuzkirche Sehnde wurde 1737 erbaut. Der Vorgängerbau wurde wegen Baufälligkeit abgerissen, der Westturm blieb erhalten. Der Turm wurde bei einem Brand 1636 beschädigt 1640 erneuert. Es ist ein Sallbau im Stil des Barocks, innen ist die Sitzanordnung querorientiert. Der Kanzelaltar wurde 1737 von E. D. Bartels aus Hildesheim erstellt, 1883 nach Plänen von C. W. Hase wesentlich verändert und 1967 wieder rekonstruiert. | 31158063 |      |
| Breite Straße 48 52° 18′ 40″ N, 9° 57′ 59″ O           | Ehemalige Volksschule    | Erbaut 1878, 2011 saniert und mit einem Anbau versehen. Dient der Grundschule als Mensa. | 31157544 | BW   |
| Breite Straße 48 52° 18′ 40″ N, 9° 58′ 0″ O            | Nebengebäude             | | 31157564 | BW   |
| Mittelstraße 49 52° 18′ 40″ N, 9° 57′ 57″ O            | Wohn-/Wirtschaftsgebäude | Küsterhaus, ehem. | 31158191 | BW   |
| Breite Straße/Mittelstraße 52° 18′ 41″ N, 9° 57′ 57″ O | Mauer                    | | 42798795 | BW   |

#### Gruppe: Hofanlage Breite Straße 50
Die Gruppe „Hofanlage Breite Straße 50“ hat die ID 31078103.

| Lage                                       | Bezeichnung        | Beschreibung | ID       | Bild |
| ------------------------------------------ | ------------------ | ------------ | -------- | ---- |
| Kurze Straße 10 52° 18′ 37″ N, 9° 58′ 1″ O | Wohnhaus           |              | 31157582 | BW   |
| Kurze Straße 10 52° 18′ 36″ N, 9° 58′ 0″ O | Wirtschaftsgebäude |              | 31157600 | BW   |

#### Gruppe: Wohnhäuser Bismarckstraße
Die Gruppe „Wohnhäuser Bismarckstraße“ hat die ID 31078083.

| Lage                                          | Bezeichnung    | Beschreibung | ID       | Bild |
| --------------------------------------------- | -------------- | ------------ | -------- | ---- |
| Bismarckstraße 1 52° 19′ 0″ N, 9° 57′ 37″ O   | Villa          |              | 31157941 | BW   |
| Bismarckstraße 2 52° 19′ 1″ N, 9° 57′ 35″ O   | Villa          |              | 31157959 |      |
| Bismarckstraße 3 52° 18′ 58″ N, 9° 57′ 37″ O  | Wohnhaus       |              | 31157977 | BW   |
| Bismarckstraße 4 52° 19′ 0″ N, 9° 57′ 35″ O   | Doppelwohnhaus |              | 31157995 |      |
| Bismarckstraße 5 52° 18′ 56″ N, 9° 57′ 37″ O  | Wohnhaus       |              | 31158013 |      |
| Bismarckstraße 6 52° 18′ 59″ N, 9° 57′ 35″ O  | Doppelwohnhaus |              | 31157439 |      |
| Bismarckstraße 8 52° 18′ 58″ N, 9° 57′ 34″ O  | Wohnhaus       |              | 31157457 |      |
| Bismarckstraße 10 52° 18′ 57″ N, 9° 57′ 34″ O | Wohnhaus       |              | 39684118 |      |
| Bismarckstraße 12 52° 18′ 56″ N, 9° 57′ 34″ O | Wohnhaus       |              | 31157475 |      |
| Bismarckstraße 14 52° 18′ 56″ N, 9° 57′ 34″ O | Wohnhaus       |              | 39684186 |      |
| Moltkestraße 2 52° 18′ 59″ N, 9° 57′ 42″ O    | Wohnhaus       |              | 31159077 |      |
| Moltkestraße 4 52° 18′ 59″ N, 9° 57′ 42″ O    | Wohnhaus       |              | 31159095 |      |
| Moltkestraße 6 52° 18′ 59″ N, 9° 57′ 41″ O    | Wohnhaus       |              | 31159113 |      |
| Moltkestraße 8 52° 18′ 58″ N, 9° 57′ 41″ O    | Wohnhaus       |              | 31159131 |      |
| Moltkestraße 10 52° 18′ 58″ N, 9° 57′ 41″ O   | Wohnhaus       |              | 31159149 |      |
| Moltkestraße 12 52° 18′ 58″ N, 9° 57′ 41″ O   | Wohnhaus       |              | 31159167 |      |
| Moltkestraße 14 52° 18′ 57″ N, 9° 57′ 41″ O   | Wohnhaus       |              | 31159185 |      |

#### Einzelbaudenkmale
| Lage                                           | Bezeichnung              | Beschreibung                                                            | ID       | Bild |
| ---------------------------------------------- | ------------------------ | ----------------------------------------------------------------------- | -------- | ---- |
| Bolzumer Straße 92 52° 18′ 14″ N, 9° 57′ 38″ O | Bahnwärterhaus           |                                                                         | 31160191 | BW   |
| Breite Straße 19 52° 18′ 49″ N, 9° 58′ 5″ O    | Wohnhaus                 |                                                                         | 31157510 | BW   |
| Breite Straße 57 52° 18′ 39″ N, 9° 58′ 2″ O    | Wohn-/Wirtschaftsgebäude | Vierständerbau                                                          | 31157527 | BW   |
| Nordstraße 8 52° 18′ 56″ N, 9° 57′ 49″ O       | Scheune                  |                                                                         | 31159220 |      |
| Nordstraße 8 52° 18′ 55″ N, 9° 57′ 48″ O       | Wohnhaus                 |                                                                         | 31159203 |      |
| Nordstraße 10 52° 18′ 54″ N, 9° 57′ 47″ O      | Wohnhaus                 |                                                                         | 31157634 |      |
| Schacht II 1 52° 19′ 27″ N, 9° 58′ 28″ O       | Maschinenhaus            | Große Teile des Kalibergwerk wurden zwischen 1985 und 2005 abgebrochen. | 31158174 | BW   |

### Wassel

#### Gruppe: Kirchenanlage Kirchweg 1, 3, 4, 5
Die Gruppe „Kirchenanlage Kirchweg 1, 3, 4, 5“ hat die ID 31078124.

| Lage                                  | Bezeichnung              | Beschreibung | ID       | Bild |
| ------------------------------------- | ------------------------ | --- | -------- | ---- |
| Kirchweg 1 52° 19′ 6″ N, 9° 55′ 51″ O | Pfarrhaus                | | 31157721 | BW   |
| Kirchweg 3 52° 19′ 8″ N, 9° 55′ 51″ O | Wohnhaus                 | Hier befindet sich heute ein Hotel. | 31157794 | BW   |
| Kirchweg 3 52° 19′ 8″ N, 9° 55′ 49″ O | Wirtschaftsgebäude       | | 31160251 | BW   |
| Kirchweg 4 52° 19′ 8″ N, 9° 55′ 53″ O | Kirche                   | Die Kirche Wassel stammt wahrscheinlich aus der Zeit um 1200. Es ist ein Saalbau mit einem eingezogenen Rechteckchor und einem Westturm mit einem schlanken, achteckigen Turmhelm. Im Inneren befindet sich eine Balkendecke und ein Kanzelaltar aus dem Ende des 18. Jahrhunderts. | 31157812 |      |
| Kirchweg 4 52° 19′ 7″ N, 9° 55′ 53″ O | Kirchhof                 | | 31157832 | BW   |
| Kirchweg 4 52° 19′ 7″ N, 9° 55′ 52″ O | Gedenkstein              | | 31157850 | BW   |
| Kirchweg 5 52° 19′ 8″ N, 9° 55′ 51″ O | Wohn-/Wirtschaftsgebäude | | 31157776 | BW   |
| Kirchweg 3 52° 19′ 9″ N, 9° 55′ 51″ O | Wirtschaftsgebäude       | | 31160233 | BW   |
| Kirchweg 3 52° 19′ 9″ N, 9° 55′ 49″ O | Scheune                  | | 31157868 | BW   |

#### Einzelbaudenkmale
| Lage                                           | Bezeichnung              | Beschreibung                                                                           | ID       | Bild |
| ---------------------------------------------- | ------------------------ | -------------------------------------------------------------------------------------- | -------- | ---- |
| 52° 18′ 59″ N, 9° 55′ 22″ O                    | Denkmal                  | Der Hindenburgstein befindet sich nördlich der B 443 und östlich des Mittellandkanals. | 31157688 | BW   |
| Große Kampstraße 12 52° 19′ 4″ N, 9° 55′ 53″ O | Wohn-/Wirtschaftsgebäude | Das Vierständerhallenhaus wurde wahrscheinlich im Jahre 1812 erbaut.                   | 31157704 |      |

### Wehmingen

#### Gruppe: Ehem. Kaliwerk Hohenfels
Die Gruppe „Ehem. Kaliwerk Hohenfels“ hat die ID 31078209.

| Lage                                                  | Bezeichnung          | Beschreibung                                                             | ID       | Bild |
| ----------------------------------------------------- | -------------------- | ------------------------------------------------------------------------ | -------- | ---- |
| Dr.-Sauer-Straße 2/4 52° 17′ 27″ N, 9° 55′ 53″ O      | Wohnhaus             |                                                                          | 31157922 | BW   |
| Dr.-Sauer-Straße 4 52° 17′ 27″ N, 9° 55′ 53″ O        | Wohnhaus             |                                                                          | 31159237 | BW   |
| Dr.-Sauer-Straße 6 52° 17′ 26″ N, 9° 55′ 52″ O        | Wohnhaus             |                                                                          | 31159256 | BW   |
| Dr.-Sauer-Straße 8 52° 17′ 26″ N, 9° 55′ 52″ O        | Wohnhaus             |                                                                          | 31159275 | BW   |
| Dr.-Sauer-Straße 16 52° 17′ 24″ N, 9° 55′ 46″ O       | Villa                | Bergwerksdirektor                                                        | 31159294 |      |
| Gustav-Dehnhard-Straße 2 52° 17′ 29″ N, 9° 55′ 53″ O  | Wohnhaus             |                                                                          | 31159313 | BW   |
| Gustav-Dehnhard-Straße 4 52° 17′ 29″ N, 9° 55′ 52″ O  | Wohnhaus             |                                                                          | 31159332 | BW   |
| Gustav-Dehnhard-Straße 6 52° 17′ 29″ N, 9° 55′ 50″ O  | Wohnhaus             |                                                                          | 31159351 | BW   |
| Gustav-Dehnhard-Straße 8 52° 17′ 29″ N, 9° 55′ 49″ O  | Wohnhaus             |                                                                          | 31159370 | BW   |
| Gustav-Dehnhard-Straße 10 52° 17′ 29″ N, 9° 55′ 46″ O | Villa                | Kaufm. Direktor                                                          | 31159535 | BW   |
| Hohenfelser Straße 52° 17′ 29″ N, 9° 55′ 57″ O        | Lokomotiveschuppen   |                                                                          | 31159406 | BW   |
| Hohenfelser Straße 16 52° 17′ 29″ N, 9° 55′ 58″ O     | Pförtnergebäude      | Auf dem Gelände befindet sich heute das Hannoversche Straßenbahn-Museum. | 31159489 |      |
| Hohenfelser Straße 52 52° 17′ 27″ N, 9° 55′ 57″ O     | Verwaltungsgebäude   |                                                                          | 31157344 | BW   |
| Hohenfelser Straße 24 52° 17′ 24″ N, 9° 55′ 55″ O     | Fördermaschinenhaus  |                                                                          | 31159446 | BW   |
| Hohenfelser Straße 50 52° 17′ 23″ N, 9° 55′ 57″ O     | Elektrische Zentrale |                                                                          | 31157325 | BW   |
| Hohenfelser Straße 28 52° 17′ 21″ N, 9° 55′ 54″ O     | Mühle                |                                                                          | 31159427 | BW   |
| Hohenfelser Straße 52° 17′ 17″ N, 9° 55′ 58″ O        | Allee                |                                                                          | 31156323 | BW   |
| Hohenfelser Straße 32 52° 17′ 15″ N, 9° 55′ 53″ O     | Lagergebäude         |                                                                          | 31156342 | BW   |
| Hohenfelser Straße 34 52° 17′ 6″ N, 9° 55′ 49″ O      | Wohnhaus             |                                                                          | 31156405 | BW   |
| Hohenfelser Straße 48 52° 17′ 4″ N, 9° 55′ 50″ O      | Wohnhaus             |                                                                          | 31157382 | BW   |
| Hohenfelser Straße 36 52° 17′ 4″ N, 9° 55′ 44″ O      | Wohnhaus             |                                                                          | 31156424 | BW   |
| Hohenfelser Straße 46 52° 17′ 2″ N, 9° 55′ 46″ O      | Wohnhaus             |                                                                          | 31157401 | BW   |
| Hohenfelser Straße 44 52° 17′ 1″ N, 9° 55′ 41″ O      | Wohnhaus             |                                                                          | 31157420 | BW   |
| Hohenfelser Straße 40 52° 17′ 3″ N, 9° 55′ 32″ O      | Lagergebäude         |                                                                          | 31156363 | BW   |
| Hohenfelser Straße 42 52° 17′ 0″ N, 9° 55′ 34″ O      | Lagergebäude         |                                                                          | 31156384 | BW   |
| Von-Dannenberg-Straße 1 52° 17′ 27″ N, 9° 55′ 50″ O   | Wohnhaus             |                                                                          | 31159554 | BW   |
| Von-Dannenberg-Straße 2 52° 17′ 27″ N, 9° 55′ 48″ O   | Wohnhaus             |                                                                          | 31159573 | BW   |
| Von-Dannenberg-Straße 3 52° 17′ 26″ N, 9° 55′ 50″ O   | Wohnhaus             |                                                                          | 31159592 | BW   |
| Von-Dannenberg-Straße 4 52° 17′ 27″ N, 9° 55′ 48″ O   | Wohnhaus             |                                                                          | 31159611 | BW   |
| Von-Dannenberg-Straße 5 52° 17′ 26″ N, 9° 55′ 49″ O   | Wohnhaus             |                                                                          | 31159630 | BW   |
| Von-Dannenberg-Straße 6 52° 17′ 26″ N, 9° 55′ 48″ O   | Wohnhaus             |                                                                          | 31159649 | BW   |
| Von-Dannenberg-Straße 7 52° 17′ 25″ N, 9° 55′ 49″ O   | Wohnhaus             |                                                                          | 31159668 | BW   |
| Von-Dannenberg-Straße 8 52° 17′ 25″ N, 9° 55′ 48″ O   | Wohnhaus             |                                                                          | 31159668 | BW   |
| Von-Dannenberg-Straße 10 52° 17′ 24″ N, 9° 55′ 48″ O  |                      |                                                                          |          | BW   |
| Von-Dannenberg-Straße 12 52° 17′ 24″ N, 9° 55′ 48″ O  | Wohnhaus             |                                                                          | 31159763 | BW   |

#### Gruppe: Kirchenanlage Von-Wemighe-Straße
Die Gruppe „Kirchenanlage Von-Wemighe-Straße“ hat die ID 31078134.

| Lage                                             | Bezeichnung | Beschreibung | ID       | Bild |
| ------------------------------------------------ | ----------- | ------------ | -------- | ---- |
| Von-Wemighe-Straße 10 52° 17′ 51″ N, 9° 56′ 5″ O | Kirche      |              | 31159818 |      |
| Von-Wemighe-Straße 10 52° 17′ 52″ N, 9° 56′ 5″ O | Kirchhof    |              | 31159838 | BW   |

#### Einzelbaudenkmale
| Lage                                             | Bezeichnung              | Beschreibung | ID       | Bild |
| ------------------------------------------------ | ------------------------ | ------------ | -------- | ---- |
| Von-Wemighe-Straße 9 52° 17′ 50″ N, 9° 56′ 2″ O  | Wohn-/Wirtschaftsgebäude |              | 31159801 | BW   |
| Von-Wemighe-Straße 13 52° 17′ 52″ N, 9° 56′ 2″ O | Wohn-/Wirtschaftsgebäude |              | 31159910 | BW   |

### Wirringen

#### Gruppe: Kirchenanlage Wirringer Straße 14
Die Gruppe „Kirchenanlage Wirringer Straße 14“ hat die ID 31078144.

| Lage                                           | Bezeichnung | Beschreibung | ID       | Bild |
| ---------------------------------------------- | ----------- | --- | -------- | ---- |
| Wirringer Straße 14 52° 17′ 51″ N, 9° 55′ 0″ O | Kirche      | Über dem Turmportal steht die Jahreszahl 1785. Im Inneren befindet sich ein Kanzelaltar und eine Orgel aus dem Jahr 1850. | 31159944 |      |
| Wirringer Straße 14 52° 17′ 51″ N, 9° 55′ 1″ O | Kirchhof    | | 31159964 | BW   |

#### Gruppe: Friedhof Wirringer Straße
Die Gruppe „Friedhof Wirringer Straße“ hat die ID 31078154.

| Lage                                                | Bezeichnung | Beschreibung                                                        | ID       | Bild |
| --------------------------------------------------- | ----------- | ------------------------------------------------------------------- | -------- | ---- |
| Vogtei-Ruthe-Straße 26 A 52° 17′ 50″ N, 9° 55′ 5″ O | Friedhof    | Wahrscheinlich ist die Grabstätte Bartels im Jahre 1913 entstanden. | 31160020 | BW   |

## Ehemalige Baudenkmale

### Einzelbaudenkmale
| Lage                                                      | Bezeichnung              | Beschreibung                                                                         | ID | Bild |
| --------------------------------------------------------- | ------------------------ | ------------------------------------------------------------------------------------ | -- | --- |
| Gretenberg Im Dorf 52° 17′ 49″ N, 9° 59′ 14″ O            | Ehrenmal                 | Das Ehrenmal erinnert an zwei in Frankreich im Ersten Weltkrieg gefallene Einwohner. |    | |
| Klein Lobke Lobker Straße 10 52° 17′ 10″ N, 10° 0′ 50″ O  | Wohnwirtschaftsgebäude   |                                                                                      |    | [[Vorlage:Bilderwunsch/code!/C:52.28616,10.01386!/D:Klein Lobke Lobker Straße 10, Wohnwirtschaftsgebäude!/\|BW]] |
| Rethmar An der Kirche 3 52° 18′ 49″ N, 10° 0′ 15″ O       | Hofstelle                |                                                                                      |    | [[Vorlage:Bilderwunsch/code!/C:52.3135,10.0041!/D:Rethmar An der Kirche 3, Hofstelle!/\|BW]]                     |
| Sehnde Peiner Straße 28 52° 18′ 55″ N, 9° 58′ 4″ O        | Villa                    |                                                                                      |    | [[Vorlage:Bilderwunsch/code!/C:52.31517,9.9678!/D:Sehnde Peiner Straße 28, Villa!/\|BW]]                         |
| Wassel Dungelfeld 7 52° 19′ 13″ N, 9° 55′ 33″ O           | Friedhof                 |                                                                                      |    | [[Vorlage:Bilderwunsch/code!/C:52.320297,9.925755!/D:Wassel Dungelfeld 7, Friedhof!/\|BW]]                       |
| Wehmingen Dr.-Sauer-Straße 13 52° 17′ 17″ N, 9° 55′ 45″ O | Wasserturm               |                                                                                      |    | |
| Wehmingen Heinrichstraße 4 52° 17′ 53″ N, 9° 56′ 7″ O     | Wohn-/Wirtschaftsgebäude |                                                                                      |    | [[Vorlage:Bilderwunsch/code!/C:52.29794,9.93541!/D:Wehmingen Heinrichstraße 4, Wohn-/Wirtschaftsgebäude!/\|BW]]  |